# Platycheirus woodi
Platycheirus woodi är en tvåvingeart som beskrevs av John Richard Vockeroth 1990. Platycheirus woodi ingår i släktet fotblomflugor, och familjen blomflugor. Inga underarter finns listade i Catalogue of Life.